# Лінійний ліс
Лінійний ліс — це вид лісу, утвореного з диз'юнктного об'єднання шляхів. Це орієнтований граф, що не має циклів, у якому кожна вершина має степінь, що не перевищує трьох. Лінійні ліси — це те саме, що й ліси без клешень. Це також графи, інваріант Колен де Вердьєра яких не перевищує 1.
Лінійна деревність графа — це найменша кількість лінійних лісів, на які можна розкласти цей граф. Для графа з найбільшим степенем {\displaystyle \Delta } лінійна деревність завжди не менше {\displaystyle \lceil \Delta /2\rceil }, і є гіпотеза, що вона завжди не перевершує {\displaystyle \lfloor (\Delta +1)/2\rfloor }.
Лінійне розфарбування графа — це власне розфарбування графа, в якому породжений підграф, утворений будь-якими двома кольорами, утворює лінійний ліс. Лінійне хроматичне число графа — це найменша кількість кольорів, що використовуються для будь-якого лінійного розфарбування. Лінійне хроматичне число як максимум пропорційне {\displaystyle \Delta ^{3/2}} (де {\displaystyle \Delta } — найбільший степінь графа) і є графи, для яких воно щонайменше пропорційне цій величині.